# Platysphinx
Platysphinx é um gênero de mariposa pertencente à família Bombycidae.